# Criza din Darfur
Criza din Darfur a devenit din ce în ce mai violentă începând din februarie 2003, când a fost nevoie de aproape un an de activitate internaționala pentru a face un pas eficient. Presa populară și anumite ONG-uri au început în primul rând să caracterizeze crimele din Darfur drept genocid, un adevărat sentiment de urgență internațional asupra Darfurului a devenit doar aparent în aprilie 2004, când Secretarul General al ONU, Kofi Annan, a făcut o comparație directă între criza din Darfur și genocidul din Rwanda din 1994.

## Poziția SUA
În ciuda atenției considerabile acordată pentru criza din Darfur de oficialii americani, există mai mulți factori care indică dorința administrației Bush de a evita implicarea militară în Darfur, în nici un rol direct sau de susținere. În primul rând este angajamentul militar american în Irak și Afganistan. La 22 aprilie 2004, Samantha Power a depus mărturie în fața Comitetului de Relații Internaționale ca ar fi nevoie de 10.000 de soldați pentru a opri în mod eficient uciderea în Darfur. Realitățile militare fiind ceea ce sunt, doar în Statele Unite și, eventual, câteva state europene au capacitatea de a implementa rapid o astfel de forță. Dar, cu angajamente de trupe masive în Irak și Afganistan, s-ar părea puțin probabil ca oficialii americani să se grăbească să ofere voluntar forțele americane pentru o astfel de sarcină. Până la începutul lunii iulie a anului 2004, oficialii Departamentului Apărării au arătat că nu au avut planuri de a disloca forțele americane în Darfur, nici măcar pentru a sprijini furnizarea de ajutor umanitar.

## Alt război civil din Sudan
Politica Congresului american, care a condus la utilizarea a retoricii de genocid cu referire la Darfur își are originea în preocuparea Congresului cu alte evenimente din Sudan și anume, că brutala contra-insurgență a guvernului sudanez împotriva Armatei de Eliberare a Poporului Sudanez / Rebelii s-au luptat cu guvernul islamist din 1983, apărând populațiile non arabe și non musulmane în provinciile din sud (menționate de către mass-media ca "negrii" sau "afro" sudanezi) de politicile guvernului de forțată "islamizare" și "arabizare".
Acest conflict a fost adesea caracterizat ca având anumite nuanțe rasiale și / sau religioase. Regimul islamic de la Khartoum are de zeci de ani de când impune politici brutale față de cea mai mare parte "din Africani" (contrast "arab"), creștini și animiștii din sud (practicienii unei credințe tradiționale tribale). Președintele Sudanului, Omar Bashir, a declarat la un moment dat ca această campanie împotriva rebelilor din sud este un război sfânt și a orientat conflictul armat împotriva civililor, urmărind tactici ca tactica pârjolirea pământului, strămutarea forțată, înrobirea, violul, ucidere în masă și foametea. Faptul că războiul civil din Sudan a avut elemente de persecuție religioasă a creștinilor și înrobirea "negrilor" a fost de un interes special pentru circumscripțiile evanghelice americane și africane, în Statele Unite ale Americii. Ca urmare, numeroși membri influenți ai Congresului cu baze evanghelice puternice au ridicat ceea ce a devenit în mod oficial cunoscut sub numele de coaliția pe baza credinței din  Sudan, care i-a inclus pe Tom Tancredo, Spencer Bachus, Donald M. Peyne, Sam Brownback și Bill Frist în Senat. Eforturile Congresului către ameliorarea persecuțiilor creștinilor negri din Sudan a adus legislației un punct de reper, cum ar fi Legea Internațională privind Libertatea religioasă din 1998, și în cele din urmă, legea păcii din Sudan din 2002

## Obligațiile din Convenția genocidului
În primul rând, este problema naturii exacte a obligațiilor legale prevazute în Convenția Genocidului. În timpul crizei din Rwanda, numeroși analiști au fost de parere că denumirea de genocid ar angaja SUA să intervină militar pentru a opri uciderile. În realitate, Conventia cu privire la genocid nu conferă nicio obligație statelor pentru a interveni fizic cu scopul de a a opri genocidul.  Textul tratatului confirmă că genocidul, comis atât pe timp de pace cât și pe timp de război, este o crimă sub jurisdicția legii internaționale care se angajează să o prevină și să o pedepsească. Sursele originale și secundare cu privire la convenția referitoare la genocid sugerează că tratatul nu conferă nicio obligație de intervenție militară. Raportul Comisiei internaționale de anchetă privind situația din Darfur a concluzionat că guvernul sudanez nu a urmărit o politică de genocid. 

## Concluziile ONU și SUA
ONU a ajuns la o concluzie diferită de Statele Unite ale Americii cu privire la Darfur din 2 motive. În primul rând, este curios faptul că SUA a găsit de cuviință să eticheteze atrocitățile din Darfur drept genocid, SUA solicitând apoi o ancheta a ONU pentru a contesta  opiniile, pentru ca în final, SUA sa continue să folosească termenul de genocid în ciuda contradictiilor ONU. Deci, atunci când Comisia ONU a concluzionat că genocidul nu ar fi avut loc, aceste așteptări spulberate de o intervenție din SUA, desi aceasta continua să folosească termenul de genocid, conturează faptul că SUA ia o poziție ferma împotriva "crimei crimelor". Cel puțin administrația Bush a numit-o crimă, spre deosebire de administrația Clinton din timpul crizei din Rwanda. Al doilea motiv important  pentru divergența concluziilor SUA și ONU are de a face cu simplul fapt că Darfurul nu este Rwanda. În timp ce Darfurul este caracterizat ca “Rwanda in slow motion”, atrocitățile din Darfur sunt calitativ și cantitativ diferite de cele din Rwanda. Atunci când SUA a continuat să utilizeze retorica de genocid în ciuda rezultatelor contrare ale ONU, SUA a încercat să plaseze Darfurul în aceeași categorie cu Rwanda a dus la acuzările mai multor lideri, în principal din lumea araba și islamica, că SUA a folosit retorica de genocid ca pretext pentru a invada state predominante arabe și musulmane bogate in petrol. 
Sudanul a respins categoric constatarea SUA și a sugerat că acuzația de genocid ar putea complica negocierile de pace cu rebelii din Darfur, dar și procesul de pace dintre nord și sud, acordul Naivasha. Liga Arabă a luat poziție și a afirmat că situația din Darfur nu a fost nici genocid, nici epurare etnică și a acuzat administrația Americană de exploatarea situației din Darfur pentru Campania electorală din SUA pentru a câștiga voturile negrilor, sentiment împartasit și de oficialii organizației de ajutorare Médecins Sans Frontières (MSF) International (Medici Fără Frontiere).